# Wolliger Fingerhut
Der Wollige Fingerhut (Digitalis lanata), auch Woll-Fingerhut, ist eine Pflanzenart aus der Familie der Wegerichgewächse (Plantaginaceae). Neben dem Roten Fingerhut (Digitalis purpurea) ist sie die bedeutendste Heilpflanze unter den Fingerhüten (Digitalis).

## Beschreibung

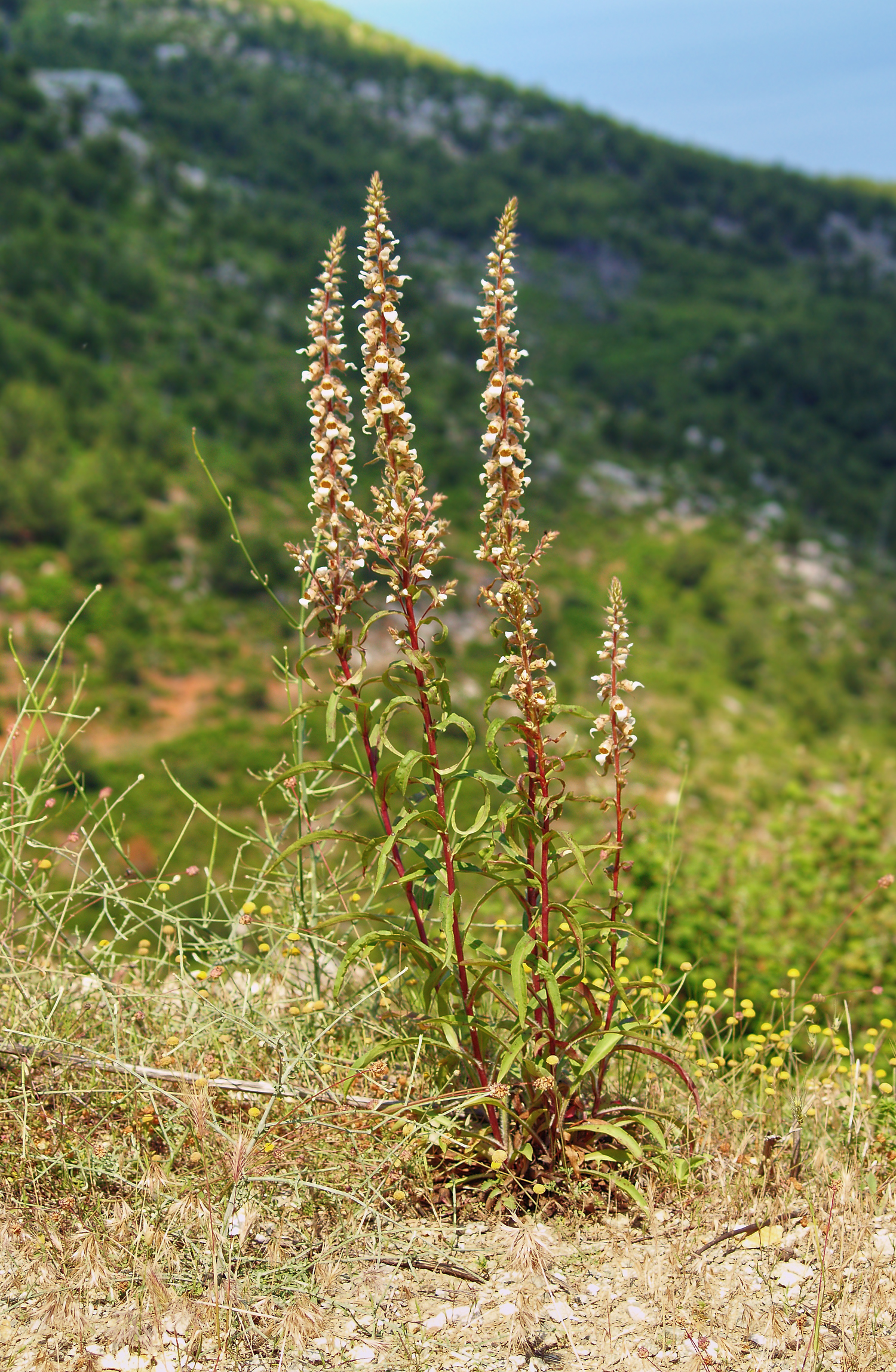
Habitus mit Blütenstand

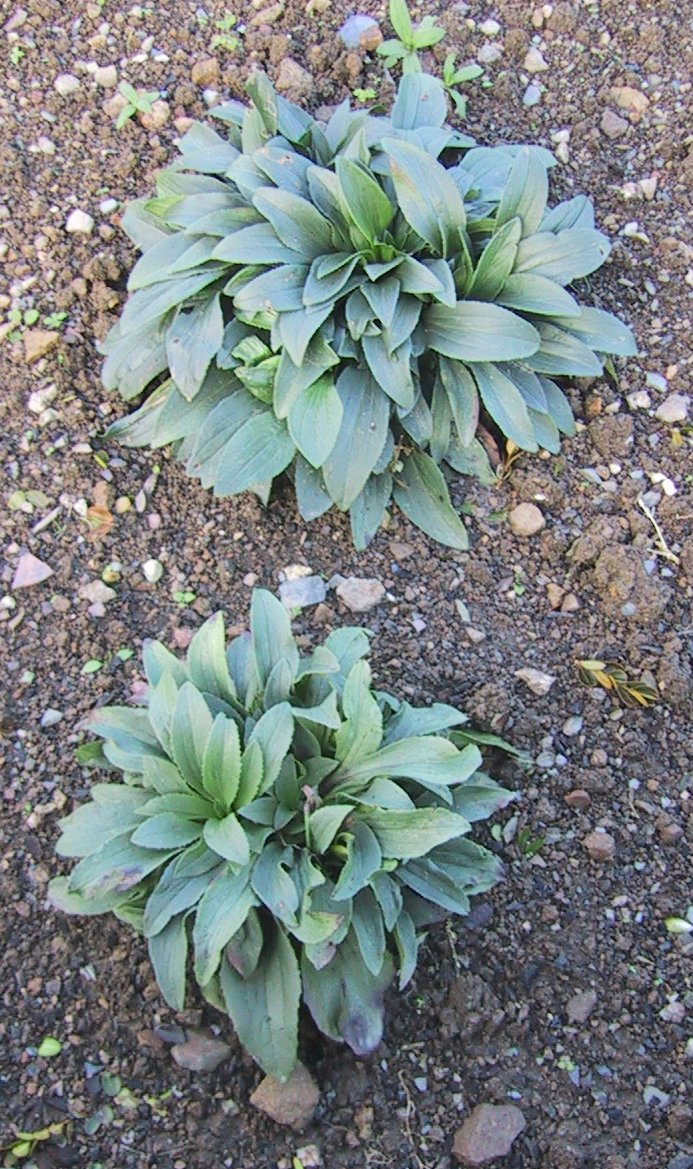
Pflanzen im ersten Jahr nur mit grundständiger Blattrosette

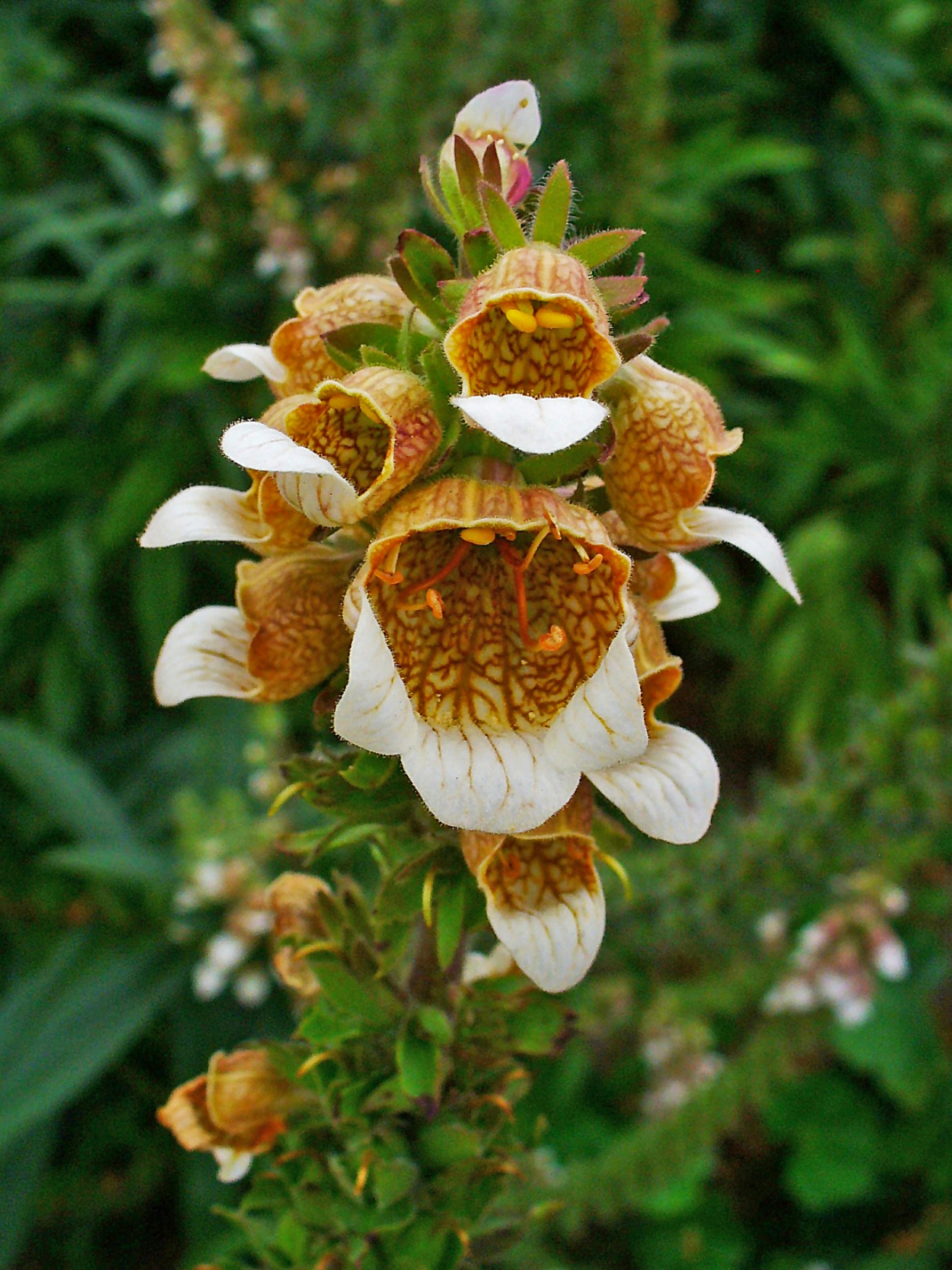
Blütenstand mit Riesenblüte (Pseudo-Pelorie)

Der Wollige Fingerhut ist eine zweijährige bis mehrjährige krautige Pflanze, die Wuchshöhen von bis zu 90 cm erreicht. An den langen blau-purpurfarben überhauchten Stängeln trägt sie länglich-lanzettliche Blätter.
Die Stomata sind anomozytisch, es sind keine Deckhaare vorhanden, Drüsenhaare sehr selten (wenn vorhanden, dann einzelliger Stiel und ein- oder zweizelliges Köpfchen, Epidermiszellen sind knotig verdickt) .
Der Blütenstand enthält viele kleine weiße bis cremegelbe Blüten mit brauner Aderung. Die Tragblätter des Blütenstands sind wollig behaart, daher rührt der Name dieser Pflanzenart.
Die Chromosomenzahl beträgt 2n = 56.

## Verbreitung
Die Art kommt in Kulturen und Gärten vor und ist gelegentlich daraus verwildert. Die Heimat ist das pontische Klima- und Florengebiet Ungarns und Südosteuropas. In Österreich und Nordamerika ist diese Art ein Neophyt.
Nur noch ein Betrieb in Deutschland baut den Wolligen Fingerhut in großem Stil an.

## Verwendung
Alle Pflanzenteile des Wolligen Fingerhuts sind hochgradig giftig. Er wird weltweit als Heilpflanze zur industriellen Gewinnung von herzwirksamen Digitalisglykosiden angebaut, die chemisch zu den Cardenolidglykosiden zählen. Der aus den getrockneten Laubblättern gewonnene Wirkstoff dient als Rohstoff für Arzneimittel zur Behandlung von Herzinsuffizienz. Ein optimaler Wirkstoffgehalt wird dabei im Herbst des ersten Anbaujahres erreicht.

## Ökologie
Die Art ist insbesondere an sonnig-warmen Ruderalstandorten auf trockenen, meist kalkhaltigem, sandig-steinigen Böden anzutreffen. In der  ersten Vegetationsperiode der Pflanze wird lediglich eine grundständige Blattrosette ausgebildet, der Blütenstängel wächst dann im Folgejahr.

## Physiologie
Insbesondere im ersten Jahr besteht eine hohe Widerstandsfähigkeit gegen Trockenstress (Wassermangel, Wasserstress), die Blätter bleiben saftig (turgeszent) bis zu einem sehr niedrigen Wasserpotential des Blattes, was auf der osmotischen Anpassung durch Bildung nichtionischer Substanzen in den Blättern beruht. Die durch Trockenstress verursachte Verminderung der Photosynthese ist nach Bewässerung innerhalb weniger Stunden reversibel. Parallel zur Verminderung der Photosyntheseaktivität wird bei Wasserstress auch die Quantenausbeute des Photosystems 2 vermindert.

## Inhaltsstoffe
Als wirkungsvoller Fraßschutz angesehen werden können die in den Blättern vorkommenden mehr als 70 bitteren, herzwirksamen Glykoside, die sich von den 5 Geninen Digitoxigenin, Gitoxigenin, Digoxigenin, Diginatigenin und Gitaloxigenin ableiten. Ihre Konzentration kann im Gewächshausanbau durch Wärme und erhöhte Kohlendioxidkonzentration (Kohlenstoffdioxid-Düngung) deutlich gesteigert werden.